# Crémery
Crémery és un municipi francès situat al departament del Somme i a la regió dels Alts de França. L'any 2007 tenia 146 habitants.

## Demografia

### Població

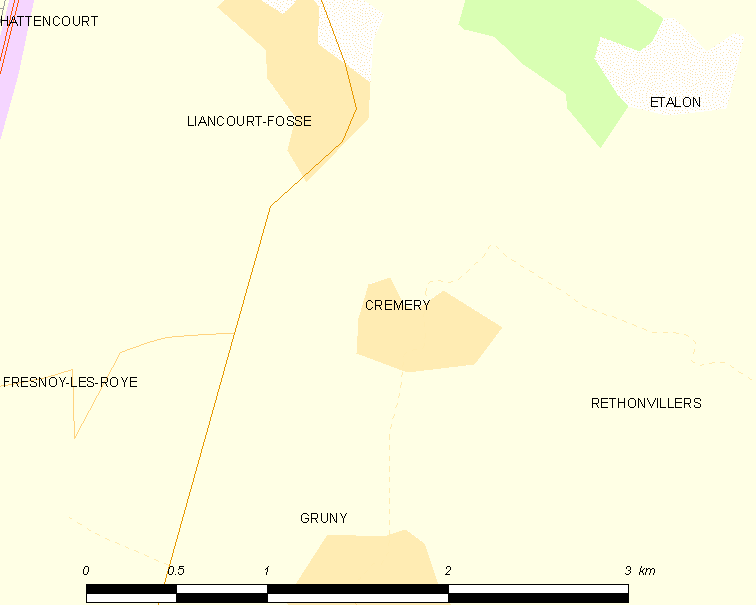

El 2007 la població de fet de Crémery era de 146 persones. Hi havia 45 famílies de les quals 8 eren unipersonals (4 homes vivint sols i 4 dones vivint soles), 11 parelles sense fills i 26 parelles amb fills.
La població ha evolucionat segons el següent gràfic:
Habitants censats

### Habitatges

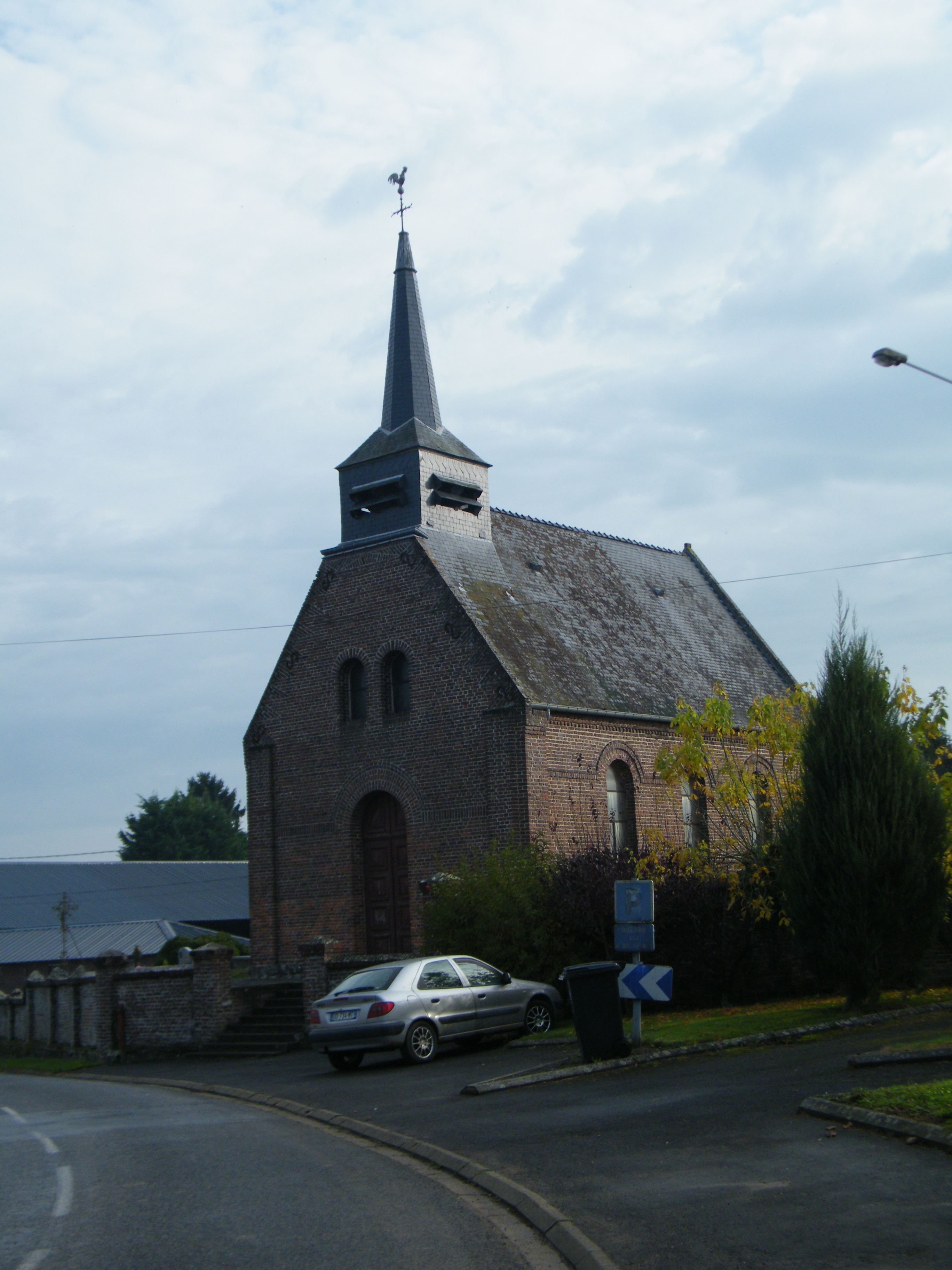

El 2007 hi havia 59 habitatges, 51 eren l'habitatge principal de la família, 6 eren segones residències i 2 estaven desocupats. 48 eren cases i 11 eren apartaments. Dels 51 habitatges principals, 31 estaven ocupats pels seus propietaris i 20 estaven llogats i ocupats pels llogaters; 2 tenien una cambra, 3 en tenien dues, 15 en tenien tres, 9 en tenien quatre i 22 en tenien cinc o més. 37 habitatges disposaven pel capbaix d'una plaça de pàrquing. A 21 habitatges hi havia un automòbil i a 24 n'hi havia dos o més.

### Piràmide de població

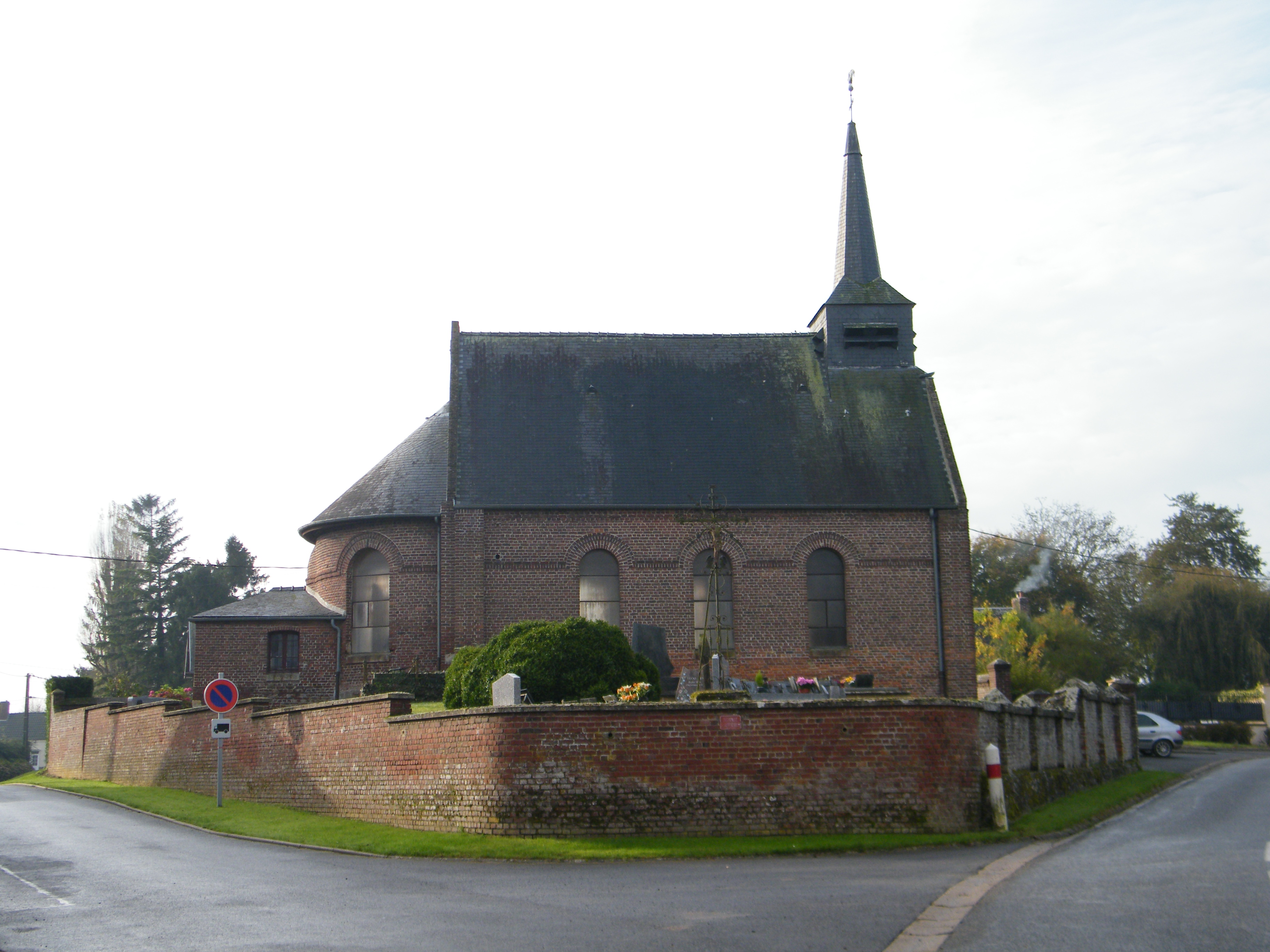

La piràmide de població per edats i sexe el 2009 era:
| Homes | Edats   | Dones |
| ----- | ------- | ----- |
| 0     | 95 o +  | 0     |
| 0     | 90 a 94 | 0     |
| 0     | 85 a 89 | 0     |
| 0     | 80 a 84 | 4     |
| 0     | 75 a 79 | 4     |
| 0     | 70 a 74 | 0     |
| 0     | 65 a 69 | 0     |
| 4     | 60 a 64 | 4     |
| 4     | 55 a 59 | 4     |
| 0     | 50 a 54 | 0     |
| 8     | 45 a 49 | 0     |
| 0     | 40 a 44 | 4     |
| 0     | 35 a 39 | 0     |
| 0     | 30 a 34 | 0     |
| 4     | 25 a 29 | 8     |
| 4     | 20 a 24 | 0     |
| 0     | 15 a 19 | 0     |
| 0     | 10 a 14 | 0     |
| 0     | 5 a 9   | 0     |
| 4     | 0 a 4   | 4     |

## Economia

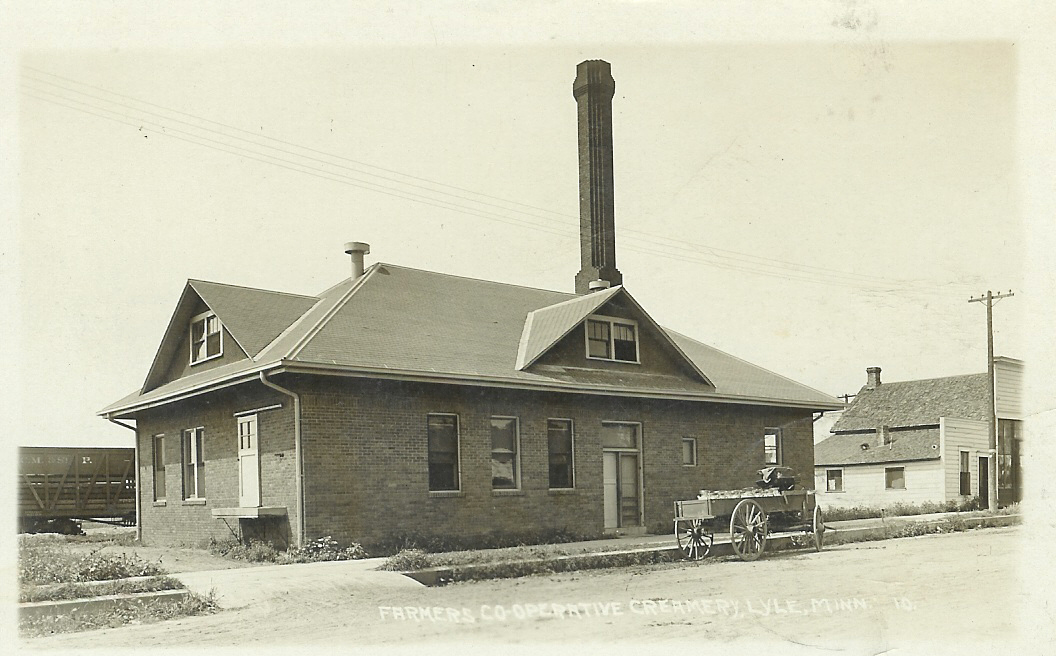

El 2007 la població en edat de treballar era de 84 persones, 69 eren actives i 15 eren inactives. De les 69 persones actives 61 estaven ocupades (36 homes i 25 dones) i 9 estaven aturades (5 homes i 4 dones). De les 15 persones inactives 5 estaven jubilades, 2 estaven estudiant i 8 estaven classificades com a «altres inactius».
Activitats econòmiques

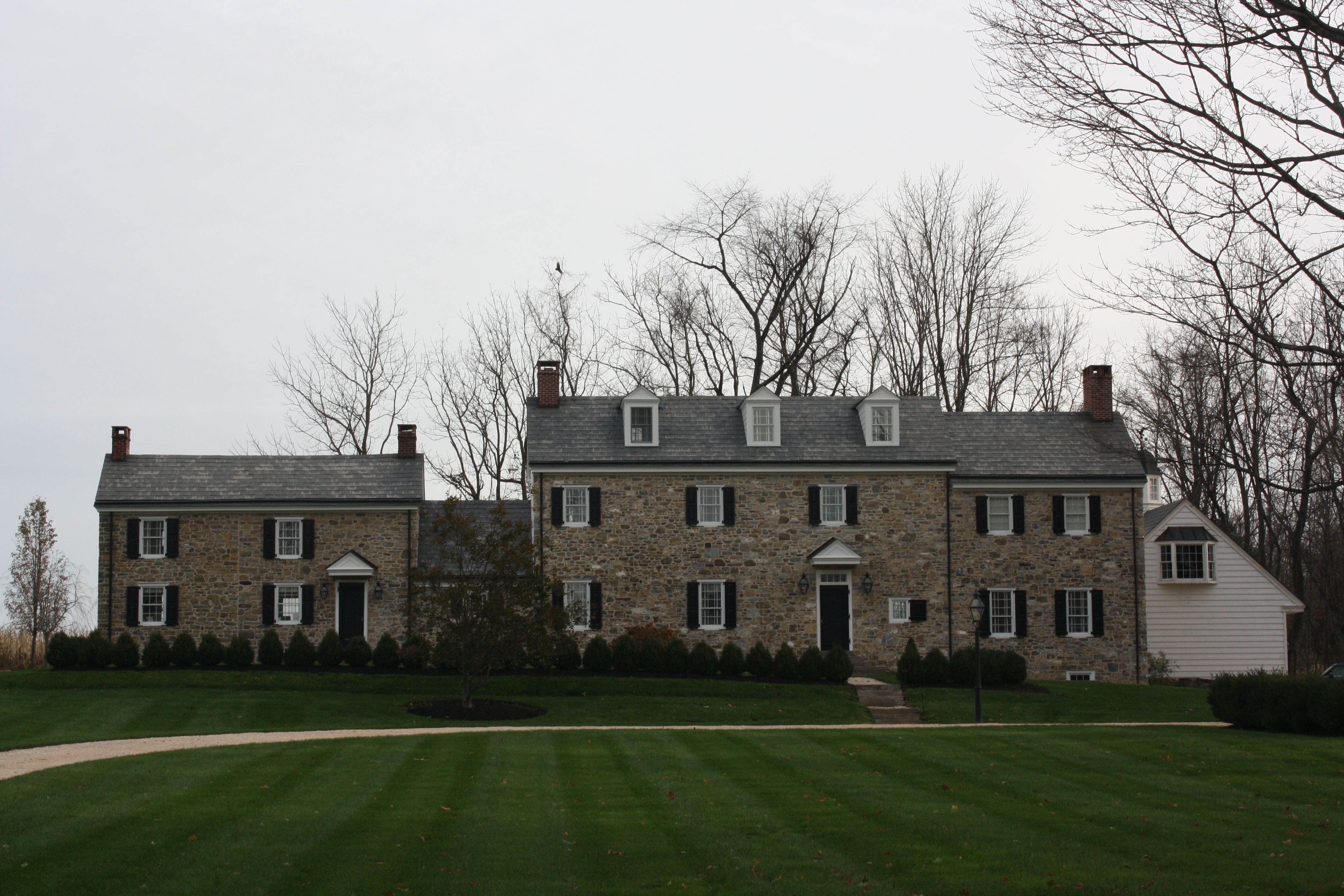

L'únic establiment que hi havia el 2007 era d'una empresa de construcció.
L'únic servei als particulars que hi havia el 2009 era una fusteria.

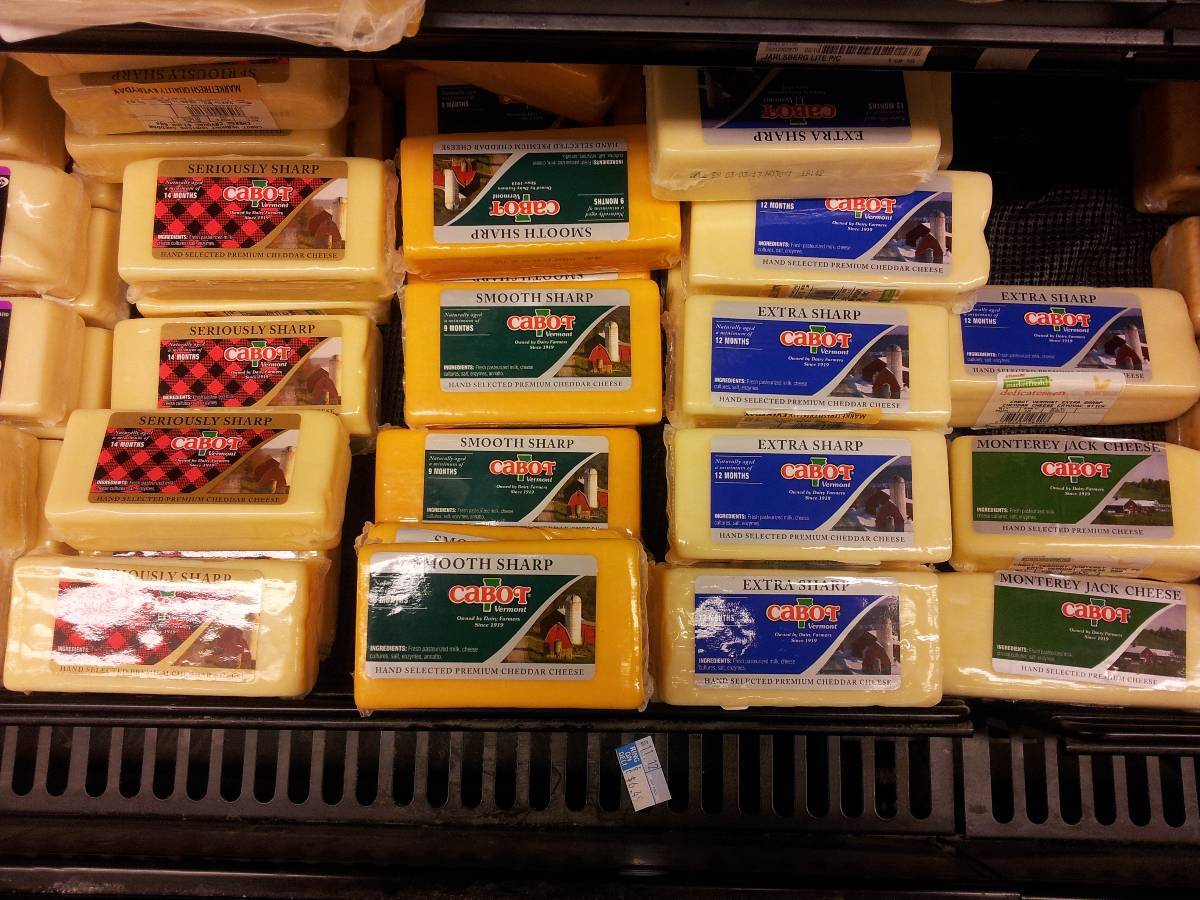
formatges

L'any 2000 a Crémery hi havia 5 explotacions agrícoles.

## Poblacions més properes
El següent diagrama mostra les poblacions més properes.